# Dirk van Heijst
Dirk van Heijst/Heyst (Maassluis, 15 juli 1913 – Deventer, 12 april 1971) was een Nederlands politicus van de ARP.
Hij werd geboren als zoon van Jan van Heijst (1875-1953; koopman) en Dieuwke van der Meulen (1879-1955). Hij bezocht de Rijks-HBS in Vlaardingen en begon daarna zijn carrière als volontair bij de gemeentesecretarie van Maassluis waar hij het bracht tot adjunct-commies. In 1940 werd hij adjunct-commies bij de Provinciale Griffie in Middelburg. Na de bevrijding was hij werkzaam bij de sectie Binnenlands Bestuur van het Militair Gezag; aanvankelijk in de rang van eerste luitenant en later kapitein. Eind 1945 hervatte hij zijn werk bij de provincie Zeeland en vanaf maart 1946 was hij de secretaris van de 'Stichting Herstel Zeeland'. In november 1947 werd Van Heijst de burgemeester van de gemeenten Dirksland, Melissant en Herkingen. Als zodanig kreeg hij te maken met de Watersnoodramp van 1953. In 1958 volgde zijn benoeming tot burgemeester van Naaldwijk. Met ingang van 1 februari 1968 werd hem vanwege gezondheidsproblemen ontslag verleend. In 1971 overleed hij op 57-jarige leeftijd.